# Enrico Ricciardi
Enrico Ricciardi (Sarnano, 4 marzo 1876 – Sarnano, 18 novembre 1953) è stato un poeta italiano.

## Biografia
Enrico Ricciardi nacque a Sarnano, dove trascorrerà gran parte della sua vita, il 4 marzo 1876. Lavorò principalmente come impiegato di banca, iniziando a scrivere contemporaneamente testi poetici, godendo di notorietà nella sua località. Autore di tre raccolte di poesia, ha coltivato i suoi interessi culturali e poetici come autodidatta, lasciando una serie di poesie dialettali inedite conservate presso la biblioteca comunale Mozzi-Borgetti di Macerata e donate da Giovanni Ginobili con il quale Enrico era in costante contatto. Nelle sue poesie si firmerà con lo pseudonimo Righetto de Ricciardi è durante la sua vita sarà un frequentatore del teatro comunale della Vittoria di Sarnano.
Enrico morirà il 18 novembre 1953 a Sarnano.

## Opere

### Raccolte[1][3]
- Fior d'Appennino (1933)
- Fior d'Appennino e altro (ristampa - postumo)

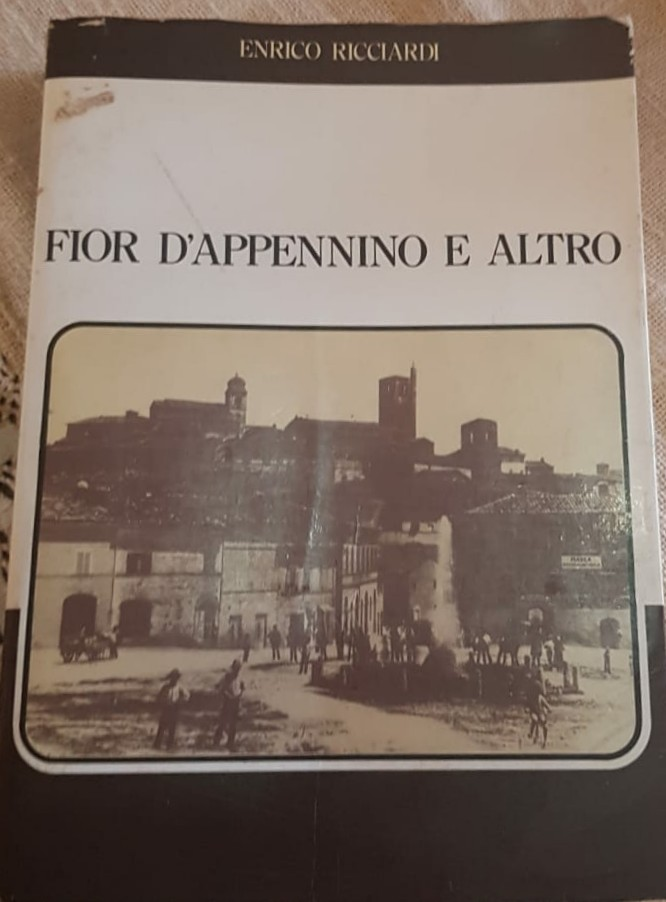
Fior D'appennino

La pubblicazione del libro e della raccolta delle poesie è a cura di Fabrizio Fabrizi e Teresa Marcozzi.
- La leggendaria Sibilla e il Guerrin Meschino
- La storia de Sarnà e altri versi (1931)

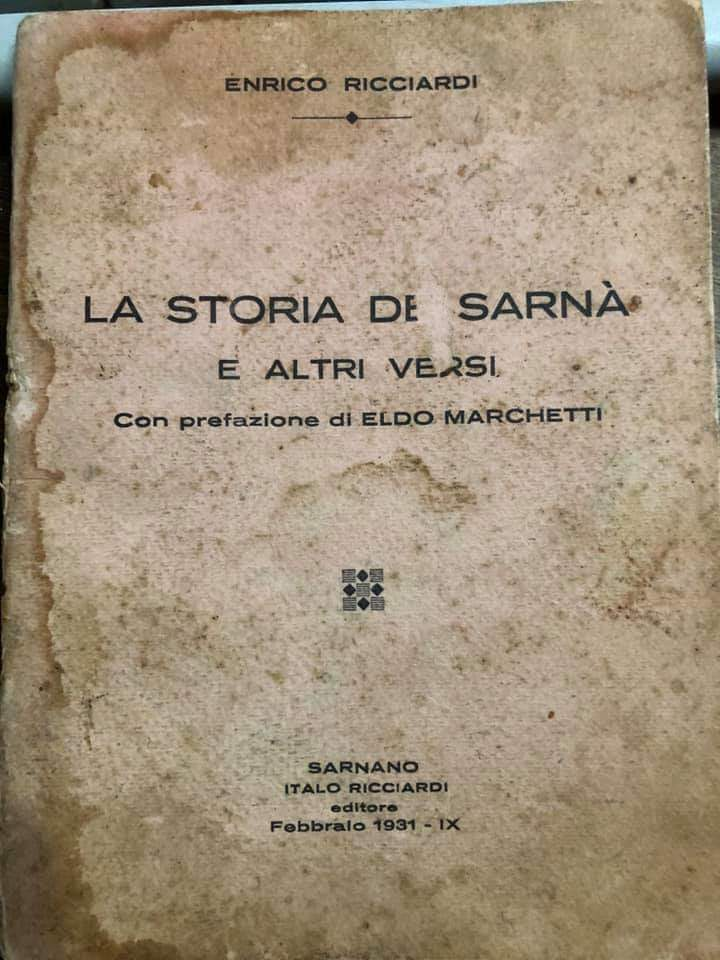
La storia de Sarnà

- Papa Sistu. La guerra d'Africa e le sanzio' (1936)

### Poesie[1][3]
Tutte le poesie scritte dal Ricciardi sono raccolte nel testo Fior d'Appennino.
- La poesia All'acqua de Gnagnà (settembre 1930)[3] è riferita alle Terme di San Giacomo, terme sarnanesi di cui il Ricciardi fu cliente e uno dei primi a capirne il valore.[4]